# Niilo Moilanen
Niilo Moilanen (* 17. Mai 2001) ist ein finnischer Skilangläufer.

## Werdegang
Moilanen trat international erstmals beim Europäischen Olympischen Winter-Jugendfestival 2019 in Sarajevo in Erscheinung. Dort belegte er den 53. Platz über 7,5 km Freistil, den 25. Rang über 10 km klassisch und den vierten Platz im Sprint. Seine ersten Rennen im Scandinavian-Cup absolvierte er zu Beginn der Saison 2019/20 in Vuokatti, die er auf dem 109. Platz über 15 km Freistil und auf dem 28. Rang im Sprint beendete. Im weiteren Saisonverlauf wurde er finnischer Juniorenmeister im Sprint und lief bei den Junioren-Skiweltmeisterschaften in Oberwiesenthal auf den 50. Platz über 10 km klassisch, auf den 21. Rang im Sprint und auf den 11. Platz mit der Staffel. Im folgenden Jahr gewann er bei den Junioren-Skiweltmeisterschaften in Vuokatti die Silbermedaille mit der Staffel und die Goldmedaille im Sprint. Zu Beginn der Saison 2021/22 gab er in Ruka sein Debüt im Skilanglauf-Weltcup und holte mit dem 22. Platz im Sprint zugleich seine ersten Weltcuppunkte. In der folgenden Woche kam er in Lillehammer mit dem 22. Platz im Sprint erneut in die Punkteränge. Im weiteren Saisonverlauf wurde er finnischer Juniorenmeister im Sprint und bei den U23-Weltmeisterschaften 2022 in Lygna Zehnter im Sprint sowie Fünfter mit der Mixed-Staffel.